# Capannori
Capannori is een gemeente in de Italiaanse provincie Lucca (regio Toscane) en telt 42.849 inwoners (31-12-2004). De oppervlakte bedraagt 156,6 km², de bevolkingsdichtheid is 274 inwoners per km².

## Demografie
Capannori telt ongeveer 16886 huishoudens. Het aantal inwoners daalde in de periode 1991-2001 met 3,2% volgens cijfers uit de tienjaarlijkse volkstellingen van ISTAT.
| Jaar | Inwoneraantal |
| ---- | ------------- |
| 1991 | 43.874        |
| 2001 | 42.454        |

## Geografie
De gemeente ligt op ongeveer 15 m boven zeeniveau.
Capannori grenst aan de volgende gemeenten: Altopascio, Bientina (PI), Borgo a Mozzano, Buti (PI), Calci (PI), Lucca, Montecarlo, Pescia (PT), Porcari, San Giuliano Terme (PI), Villa Basilica.